# Иваново-Сортировочное
Иваново-Сортировочное — железнодорожная станция Ярославского региона Северной железной дороги, находящаяся в городе Иваново Ивановской области. Является крупной грузовой сортировочной станцией  (крупнейшая в регионе), имеет сортировочную горку и несколько парков.
Железнодорожная станция имеет одну боковую низкую прямую платформу. Турникетами не оборудована. На территории станции расположен памятник паровоза серии Л

## Деятельность
На станции производятся следующие операции: прием и выдача грузов повагонными и мелкими отправками, загружаемых целыми вагонами, только на подъездных путях и местах необщего пользования; продажа билетов на все пассажирские поезда. Прием и выдача багажа.
| |
| Грузовой поезд (вероятно, сформированный здесь) уходит со станции Иваново-Сортировочное в направлении области. Еще один такой же ждет своей очереди, чтобы отправиться следом за первым. Слева - цепочка вагонов заводится на сортировочную горку, наличие которой и обусловливает название станции. |

## Дальнее следование по станции
Поезда дальнего следования по станции Иваново-Сортировочное остановки не имеют.

## Пригородное сообщение по станции
По состоянию на май 2019 года на станции Иваново-Сортировочное имеют остановку пригородные поезда на тепловозной тяге: сообщением Иваново - Кинешма (1 пара поездов ежедневно), Иваново - Ковров (2 пары поездов ежедневно) и Иваново-Ярославль (1 пара поездов ежедневно).
- * Расписание пригородных поездов. Яндекс.Расписания.

| № поезда  | Маршрут движения    | № поезда  | Маршрут движения    |
| --------- | ------------------- | --------- | ------------------- |
| 6271      | Ковров I — Иваново  | 6262      | Иваново — Ковров I  |
| 6237      | Иваново — Кинешма   | 6238      | Кинешма — Иваново   |
| 6261      | Ковров I — Иваново  | 6272      | Иваново — Ковров I  |
| 6273/6274 | Иваново — Ярославль | 6279/6280 | Ярославль — Иваново |